# Canonflex
Canonflex bezeichnete die Kleinbild-Spiegelreflexkameras für das Canon R-Bajonett. Die erste Canonflex erschien im Mai 1959, ihr folgten mit Canonflex RP, Canonflex R 2000 und Canonflex RM drei weitere Modelle. Mit dem Erscheinen der Canon FX, der ersten Kamera für das nachfolgende Canon FL-Bajonett endete die Produktion. Es handelte sich bei der Canonflex um die erste Spiegelreflexkamera von Canon.

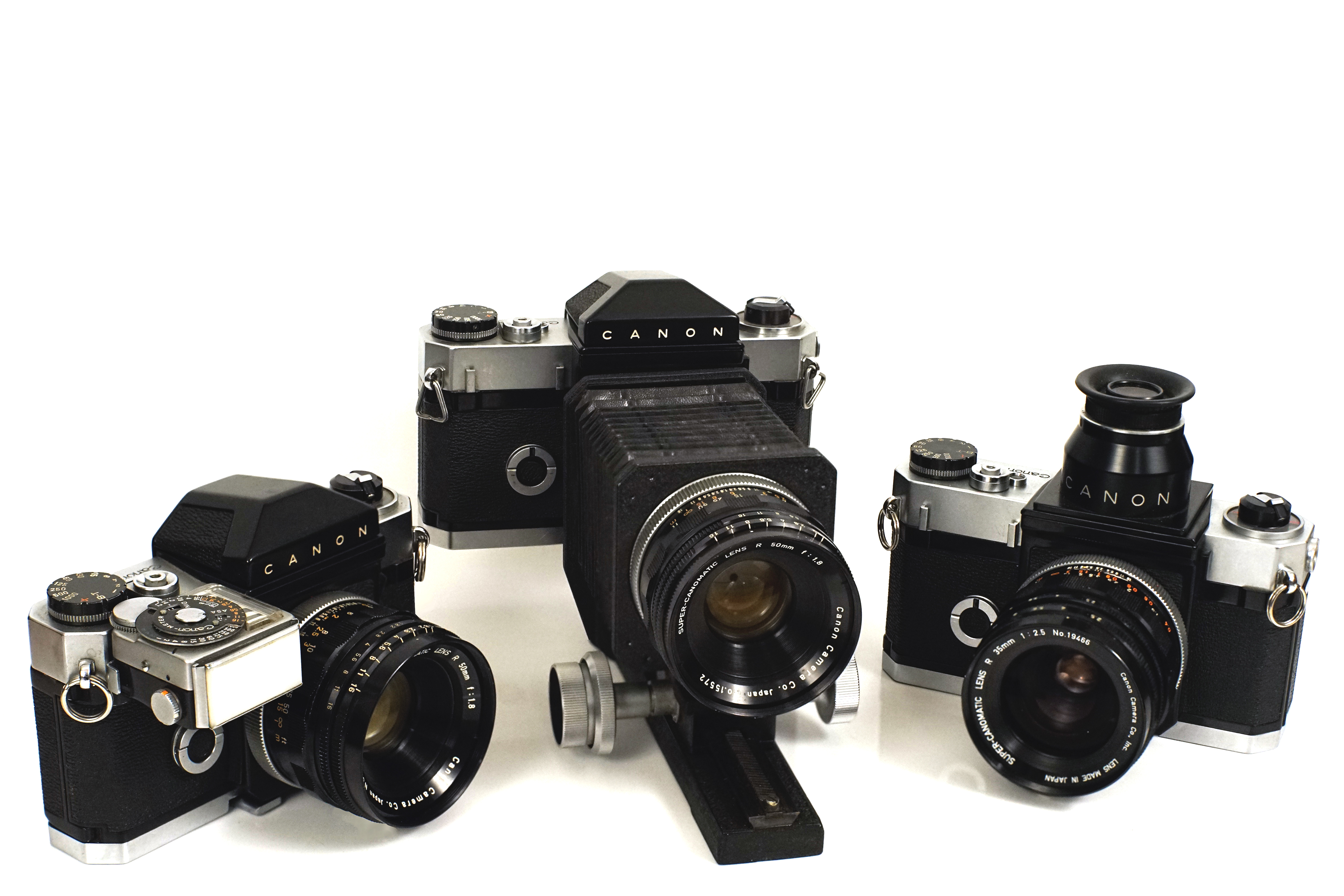
Canonflex, links mit angesetzten Belichtungsmesser, rechts mit Sucher aus dem Zubehörprogramm

## Canonflex

### Gehäuse
Ungewöhnlich an der Canonflex war der Filmtransporthebel an der Unterseite der Kamera, er musste um 130° nach hinten gedrückt werden. Die Anordnung sollte ein besonders schnelle Bildfolge ermöglichen, war aber etwas gewöhnungsbedürftig, weswegen Canon sehr bald davon abging. Der Rückspulkurbel befand sich aber an der gewohnten Stelle links oben auf dem Gehäusedeckel. Vor seiner Benutzung musste der Rückspulknopf gedrückt werden, welcher sich in der Nähe des Transporthebels befand. Er ermöglichte auch Mehrfachbelichtungen, in dem man ihn nach der ersten Belichtung drückte und dann mit dem Transporthebel nur den Verschluss spannte.
Die Canonflex zeichnete sich durch übersichtliche Bedienelemente aus, auffallend war dabei das sehr große Rad für die Belichtungszeit. Sie wog ohne Objektiv 940 g, ihre Gehäusekappen waren verchromt, der Sucher in Schwarz gehalten. Im Gegensatz zur Nikon F konnte die Rückwand aufgeklappt werden, sie wurde also nicht nach unten abgezogen.

### Sucher
Der serienmäßige Prismensucher wurde von aufwendigen Führungsschienen gehalten und ließ sich dadurch abnehmen, dass man ihn nach hinten zog. Einen Lichtschachtsucher gab es als Zubehör. Die Sucherscheibe ließ sich allerdings nicht auswechseln. Einen Zubehörschuh gab es nicht.
Die Canonflex besaß einen seinerzeit noch nicht selbstverständlichen Rückschwingspiegel, der Spiegel klappte also sofort nach der Belichtung und nicht erst mit dem Filmtransport wieder herunter.

### Belichtungsmessung
Die Canonflex besaß keinen eingebauten Belichtungsmesser, es ließ sich aber ein spezielles Gerät vorne an der Kamera anstecken. Dann war das Verschlusszeitenrad der Kamera gekoppelt und es musste nur die von einem Zeigerinstrument angegebene Blende auf das Objektiv übertragen werden. Dieser Belichtungsmesser arbeitete mit einem Selen-Fotoelement.

### Verschluss
In der Canonflex war ein horizontal ablaufender Tuchverschluss eingebaut. Seine Verschlusszeiten beruhten bereits auf Halbierung, was noch nicht selbstverständlich war. So trug das Verschlusszeitenrad bereits die Beschriftung: B/T - X - 1 - 2 - 4 - 8 - 15 - 30 - 60 - 125 - 250 - 500 - 1000. Die Stellung X betraf die Blitzsynchronisationszeit von 1⁄55 s, wobei der Blitz mit einem Synchronkabel links am Gehäusedeckel angeschlossen wurde.
Die Auslösetaste konnte durch Drehen des ihr umgebenen Rings gesperrt werden. Die Canonflex besaß auch einen Selbstauslöser, er befand sich in Kamerablickrichtung rechts neben dem Objektiv und musste durch Drehen aufgezogen werden.

### Super-Canomatic
Die Canonflex arbeitete mit Objektiven zusammen, welche Canomatic oder Super-Canomatic besaßen. Während des Filmtransports bewegte sich ein Hebel, um die Super-Canomatic aufzuziehen und beim Auslösen wurde der Stift zum Abblenden gedrückt.

## Canonflex RP und Canonflex R 2000

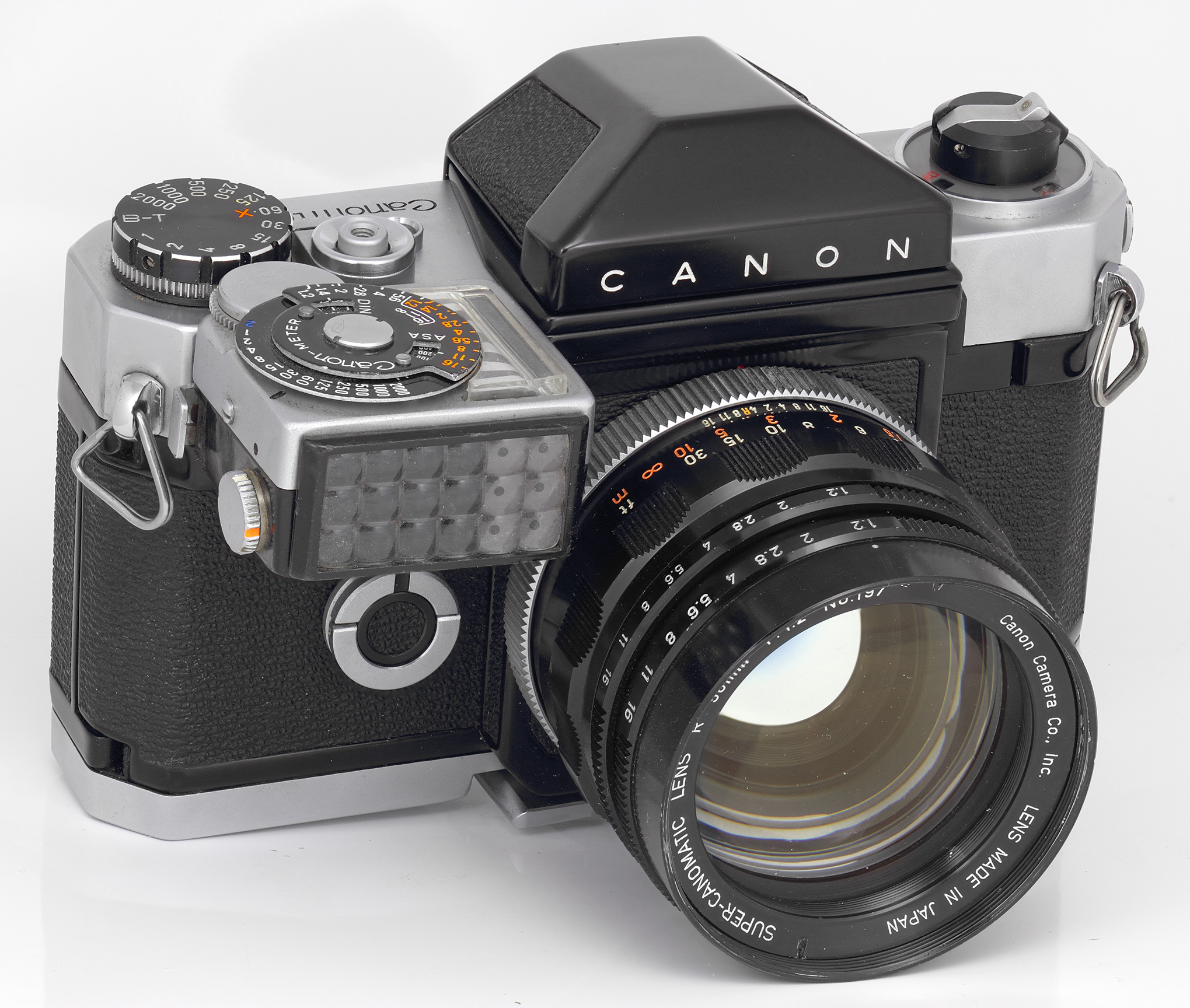
Canon R 2000

Die Modelle RP und R 2000 kamen im September 1960 heraus und lösten das Urmodell ab.

### Canonflex RP
Die Canonflex RP unterschied sich vom Urmodell nur durch ihren fest eingebauten Prismensucher. Gewöhnlich besaß sie ebenfalls einen verchromten Gehäusedeckel, sehr wenige RP sind mit einem schwarzen Deckel ausgeliefert worden. Dazu gehörte das Normalobjektiv Super Canomatic R 50mm, f/1,8 mit schwarzen anstatt verchromten Klemmring.

### Canonflex R 2000
Die Canon R 2000 unterschied sich von der Canonflex durch ihren schnelleren Verschluss: Wenige Monate nach der Konica F erschien mit der Canon R 2000 die zweite Spiegelreflexkamera mit einer 1⁄2000 s Belichtungszeit. Im Gegensatz zur Konica besaß die Canon aber nicht den Copal Metallschlitzverschluss, sondern wie die übrigen Canonflex einen horizontal ablaufenden Tuchverschluss. Die Blitzsynchronisationszeit betrug 1⁄55 s.

## Canonflex RM

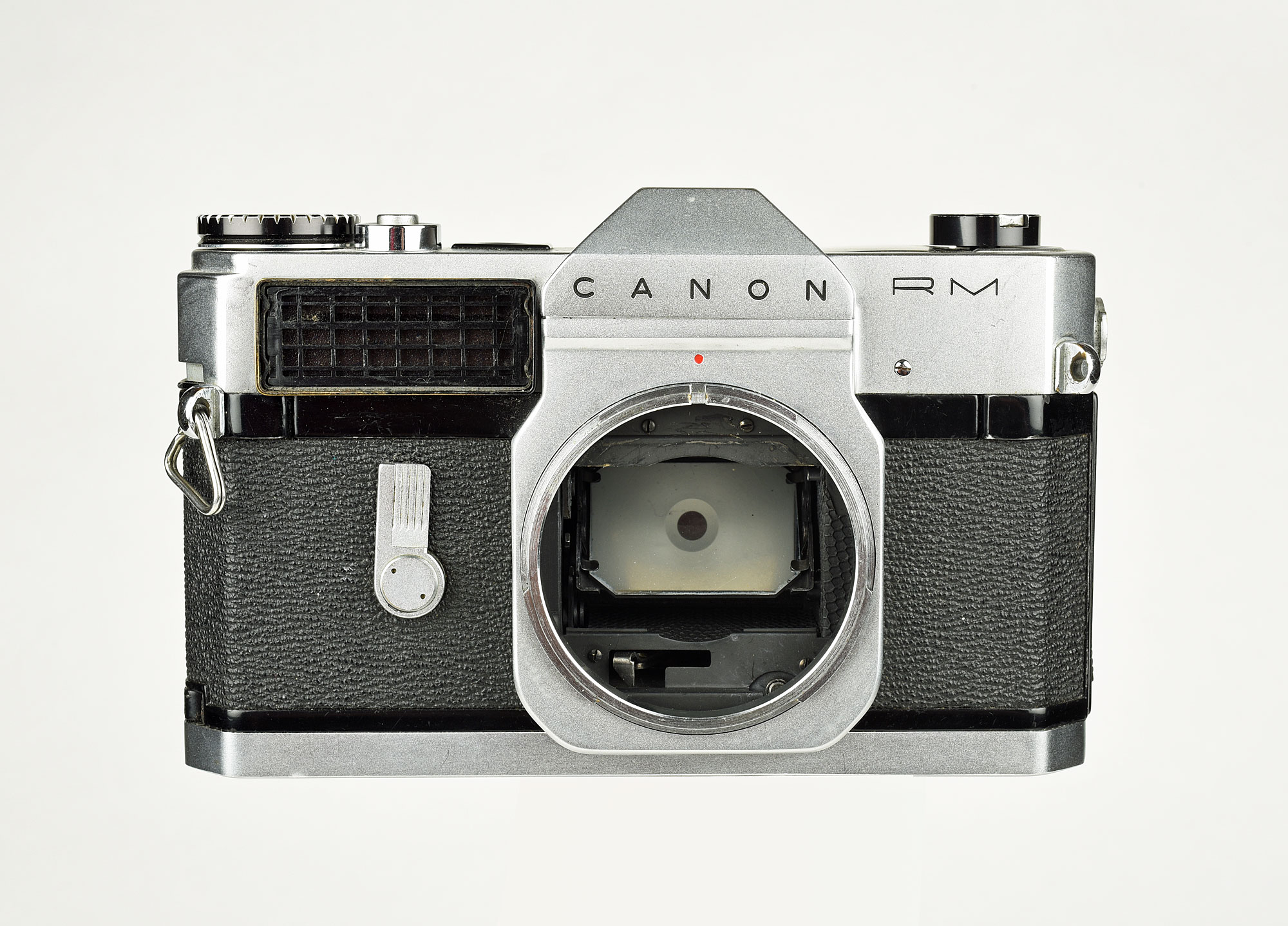
Canon RM

Das Modell RM erschien im April 1962 und blieb bis zum Erscheinen der Canon FX im Programm.

### Gehäuse
An der Canonflex RM befand sich der Filmtransporthebel an der gewohnten Stelle oben rechts. Die RM besaß gewöhnlich ein verchromten, selten einen schwarzen Gehäusedeckel.

### Sucher
Die RM besaß einen fest eingebauten Prismensucher, der kleiner als jener der RP ausfiel, so dass die Kamera nur 92 mm anstatt 100 mm hoch baute. Auch wog sie nur 680 g ohne Objektiv.

### Belichtungsmessung
Der wesentliche Unterschied zu den übrigen Canonflex bestand im eingebauten Belichtungsmesser. Er funktionierte so wie das Zubehörinstrument der übrigen Canonflex, besaß also eine Selenzelle und war mit dem Verschlusszeitenrad gekoppelt. Den Blendenwert konnte man an einem Instrument links neben dem Sucher ablesen. Die Filmempfindlichkeit ließ sich am Verschlusszeitenrad zwischen ISO 10/11° und ISO 800/33° einstellen.

### Verschluss
Die Canonflex RM besaß ebenfalls einen Tuchverschluss, dessen Zeitbereich bis zu 1⁄1000 s reichte, seine Blitzsynchronisationszeit betrug aber bereits 1⁄60 s, so dass es keiner Einstellung X am Verschlusszeitenrad mehr bedurfte.

## Verbreitung
Von dem Urmodell sind lediglich ca. 16.000 Exemplare gebaut worden, von der RP ca. 9.000 Exemplare und von der R 2000 gerade einmal 9.000 Exemplare. Die RM produzierte Canon ca. 70.000-mal. In Deutschland blieb die Canonflex wegen der vielen einheimischen Kameras praktisch unbekannt, in Großbritannien und den USA hatte sie aber bereits eine geringe Verbreitung gefunden.